# دون جونسون (لاعب كرة قاعدة أمريكي)
دون جونسون (بالإنجليزية: Don Johnson)‏ هو لاعب كرة قاعدة أمريكي، ولد في 12 نوفمبر 1926 في بورتلاند في الولايات المتحدة، وتوفي في 10 فبراير 2015.

## وصلات خارجية
- دون جونسون على موقع دوري كرة القاعدة الرئيسي (الإنجليزية)
- دون جونسون على موقعبيزبول رفرنس.كوم (الدوري الرئيسي) (الإنجليزية)
- دون جونسون على موقعبيزبول رفرنس.كوم (الدوري الثانوي) (الإنجليزية)